# Arctia melanolimbata
Arctia melanolimbata là một loài bướm đêm thuộc phân họ Arctiinae, họ Erebidae.